# Бари Карољи
Бари Карољи (мађ. Bari Károly; Букарањос, 1. октобар 1952) је мађарски пјесник, преводилац, истраживач фолклора и графичар.

## Биографија
Рођен је 1952. године у малом планинском селу у Букарањосу, округ Боршод, у ромској породици. По завршетку основне школе похађао је гимназију у Мишколцу, а након дипломирања студирао је на Високој драмској школи и Факултету умјетности Универзитета Лајош Кошут у Дебрецину. Као гимназијалац објавио је своју прву збирку поезије која је доживјела два узастопна издања и постигла велики успјех. Од тада објавио је неколико књига. Средином 1970-тих због писања политичких пјесама је ухапшен и затворен у један од најстрожијих затвора у Мађарској, Сегединску Звијезду. Након ослобођења годинама је био маргинализован.
Пише пјесме, слика, истражује фолклор и преводи савремену страну поезију, као и ромске лирске и епске народне традиције. Галерија Геделе је прва организовала изложбу његових слика. Након тога, његова дјела су представљена у Будимпешти, Дебрецину, Сегедину, Паризу, Берлину и Стразбуру. Његове пјесме су објављиване у разним часописима и антологијама. Редовно се објављују на страним језицима. Његову збирку пјесама на италијанском језику објавио је Универзитет у Болоњи.
Своје приступно предавање на Академију за књижевност и уметност Сечењи одржао је 22. јануара 2019.

## Награде и почасти
- Златна награда - категорија пјесама, 1. национални сусрет студентских писаца и студентских песника, Шарвар (1970)[3]
- Награда града Шарвара - 1. национални сусрет студентских писаца и студентских песника, Шарвар (1970)[3]
- Стипендија Жигмонда Морича (1980)[4]
- Награда Јожеф Атила (1984)[4]
- Награда Тибор Дери (1992)[4]
- Сорошева награда за животно дело (1996)[4]
- Награда Безеређ (1996)[4]
- Награда ЦЕТ (Награда Централноевропског књижевног друштва) (2000)[4]
- Кошутова награда (2001)[4]
- Награда Золтан Кодали (2001)[4]
- Медаља мањина за етнографију (2003.)
- Награда Моја земља (2004)
- Награда за паралелну културу (2014)[5]
- Члан Академије дигиталне књижевности (2019)
- Награда мађарског наслеђа (2020)[6]